# Kurt Doerry
Kurt Wilhelm Doerry (24 septembre 1874 - 4 janvier 1947) est un athlète allemand. Il participe aux Jeux olympiques d'été de 1896 à Athènes et aux Jeux olympiques d'été de 1900 à Paris.
Doerry a 21 ans lorsqu'il participe aux Jeux olympiques d'été de 1896, où il est éliminé en séries au 100 m, au 400 m et au 110 m haies.
Plus tard en 1896, il remporte les 100 et 200 mètres aux championnats d'Allemagne et en 1899, il remporte les titres allemands aux 200 et 400 mètres.
Doerry a également participé aux Jeux olympiques d'été de 1900 à Paris, en France. Lors de l'épreuve du 100 mètres, au premier tour, il a terminé deuxième derrière l'Américain Clark Leiblee et s'est donc qualifié pour la demi-finale, où il ne réussit pas à terminer la course.
Outre l'athlétisme, il était également un bon patineur artistique, cycliste et joueur de tennis, ainsi qu'un joueur de hockey international et un arbitre de boxe.
En 1909, Doerry fut membre fondateur du Deutscher Hockey-Bund et en fut le premier président jusqu'en 1914.
Doerry était également journaliste et auteur et a travaillé de nombreuses années pour Sport Im Bild et deviendra rédacteur en chef jusqu'à la Seconde Guerre mondiale. Il écrira également de nombreux livres sur un thème sportif.

## Palmarès
| Date | Compétition           | Lieu    | Résultat         | Épreuve          | Performance                      |
| ---- | --------------------- | ------- | ---------------- | ---------------- | -------------------------------- |
| 1896 | Jeux olympiques d'été | Athènes | Éliminé en série | 100 m            | Inconnue                         |
| 1896 | Jeux olympiques d'été | Athènes | Éliminé en série | 400 m            | Inconnue                         |
| 1896 | Jeux olympiques d'été | Athènes | Non-partant      | 800 m            | DNS                              |
| 1896 | Jeux olympiques d'été | Athènes | Éliminé en série | 110 m haies      | Inconnue                         |
| 1896 | Jeux olympiques d'été | Athènes | Non-partant      | Saut en hauteur  | DNS                              |
| 1896 | Jeux olympiques d'été | Athènes | Non-partant      | Saut à la perche | DNS                              |
| 1896 | Jeux olympiques d'été | Athènes | Non-partant      | Saut en longueur | DNS                              |
| 1900 | Jeux olympiques d'été | Paris   | Demi-finaliste   | 100 m            | 11 s 5 (série) DNF (demi-finale) |
| 1900 | Jeux olympiques d'été | Paris   | Éliminé en série | 100 m handicap   | Inconnue                         |

| Épreuve | Performance | Lieu | Date |
| ------- | ----------- | ---- | ---- |
| 100 y   | 10 s 2      |      | 1896 |
| 200 m   | 22 s 5      |      | 1895 |
| 400 m   | 53 s 5      |      |      |